# HSBC

Paesi in cui è presente la HSBC

HSBC Holdings plc è uno dei più grandi gruppi bancari del mondo (Forbes Global 2000). È il primo istituto di credito europeo per capitalizzazione con 157,2 miliardi di euro. La sua sede si trova nella HSBC Tower nei Docklands di Londra. L'acronimo HSBC proviene da Hongkong & Shanghai Banking Corporation, banca fondata a Hong Kong nel 1865 da Thomas Sutherland, finanziere scozzese che commerciava in estremo oriente.
In termini di asset la banca è la seconda azienda del mondo, dopo la Industrial and Commercial Bank of China (ICBC). I suoi ricavi sono per l'80% esterni al Regno Unito (circa il 22% dei suoi guadagni proviene da operazioni a Hong Kong, dove si trovava la sede fino al 1991).
Il logo HSBC, noto come l'Esagono, deriva da quello della Hongkong and Shanghai Banking Corporation del XIX secolo, a sua volta derivato dalla bandiera scozzese.
Nel febbraio 2015 il Consorzio Internazionale dei Giornalisti Investigativi ha divulgato i risultati della indagine SwissLeaks, rivelando come 180,6 miliardi di euro siano passati attraverso conti aperti presso la HSBC di Ginevra da oltre 100.000 clienti e 20.000 società offshore tra novembre 2006 e marzo 2007. L'indagine è stata condotta da oltre 130 giornalisti a Parigi, Washington, Ginevra, e in altri 46 Paesi. Il Consorzio sostiene che la banca ha tratto profitto da evasori fiscali, narcotrafficanti ed altri clienti.

## Storia

### La fondazione
Dopo che Hong Kong era diventata una Colonia della Corona britannica in seguito alla Prima guerra dell'oppio, i commercianti provenienti da altri territori dell'Impero britannico trasferitisi a Hong Kong sentirono la necessità di un istituto bancario che finanziasse il crescente traffico, che passava per Hong Kong e Shanghai, fra la Cina e il resto del mondo, in cui aveva un ruolo rilevante l'importazione in Cina dell'oppio indiano. A questo fine i commercianti si organizzarono e nel 1865 costituirono la The Hongkong and Shanghai Bank con sede in entrambe le città.
Il personaggio di rilievo nella fondazione fu Thomas Sutherland, direttore della agenzia di Hong Kong della Peninsular and Oriental Steam Navigation Company.
La banca funzionava anche come banco d'emissione sia a Hong Kong che a Shanghai. Nel 1866 la banca fu registrata a Hong Kong come società di capitali con la ragione sociale The Hongkong and Shanghai Banking Corporation. nello stesso anno fu aperta la filiale di Yokohama in Giappone.

### Lo sviluppo

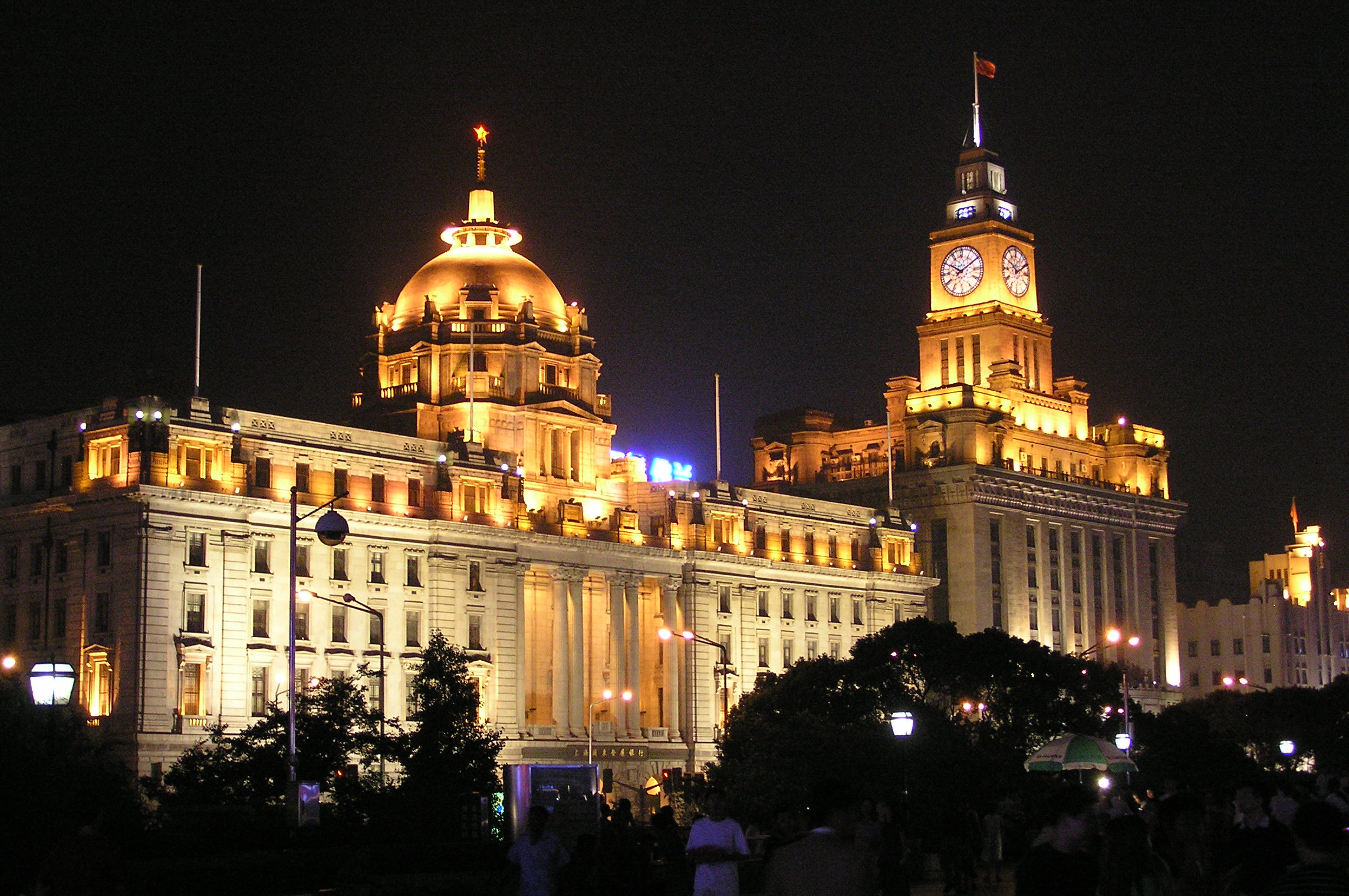
La sede di Shanghai sul Bund (a sinistra) dal 1923 al 1955

La Banca gestì il primo collocamento di un prestito pubblico in Cina nel 1874, a cui ne seguirono molti altri.
Durante la direzione di Sir Thomas Jackson, dal 1876 al 1902, la Banca divenne una delle principali dell'Asia. Aprì una filiale in Thailandia nel 1888, filiale che si occupò della stampa delle prime banconote locali.
La Hong Kong and Shanghai divenne l'istituto di riferimento del Governo di Hong Kong a partire dagli anni Ottanta dell'Ottocento, e gestì la tesoreria del governo coloniale britannico in Cina, Giappone, Penang e Singapore.
Dopo la prima Guerra mondiale seguì un periodo di espansione durante gli anni Venti: nuovi edifici furono costruiti per le sedi di Bangkok (1921), Manila (1922) e Shanghai (1923), nonché per la sede centrale di Hong Kong nel 1935.

### La Seconda Guerra Mondiale
In vista dell'invasione giapponese di Hong Kong, la sede centrale della Banca si trasferì a Londra nel 1941. I due direttori generali nominati nel periodo 1941-1943 morirono nei campi di concentramento giapponesi. Il loro successore, Arthur Morse, condusse la banca fuori della Guerra. Gli uffici centrali ritornarono a Hong Kong nel 1946. Durante l'occupazione giapponese gli uffici di Hong Kong erano stati requisiti ed erano stati adibiti a quartier generale del governo militare giapponese.

### Il Dopoguerra
Durante la direzione di Michael Turner, dal 1953 al 1962, l'attività si diversificò: nel 1955 fu aperta al Hong Kong and Shanghai Banking Corporation of California e nel 1959 furono acquisite la British Bank of the Middle East e la Mercantile Bank (con sede in India).
Sotto la guida di Jake Saunders, dal 1962 al 1972 la Banca continuò ad espandersi e nel 1965 acquisì il controllo della Hang Seng Bank di Hong Kong. Nel 1964, sotto la presidenza di Saunders, divenne direttore generale H.J. Shen, il primo cinese a raggiungere questa carica.
Nel 1980 la Banca tentò una scalata ostile alla Royal Bank of Scotland, che però fu bloccata dal Governo britannico.

### La nascita del gruppo HSBC
Negli anni Ottanta la Banca ha continuato ad espandersi internazionalmente con la costituzione di controllate in Canada (Hongkong Bank of Canada, ora HSBC Bank Canada) nel 1981 e in Australia (Hongkong Bank of Australia Limited, ora HSBC Bank Australia Limited) nel 1986; nel 1987 acquisì il 14,9% della Midland Bank in Gran Bretagna.
Nel 1986 è stata inaugurata la nuova sede centrale della HSBC di Hong Kong, progettata da Sir Norman Foster.
Nel 1989 la società ha mutato il proprio nome in The Hongkong and Shanghai Banking Corporation Limited (in caratteri cinesi: 香港上海滙豐銀行有限公司, in pinyin: Xiānggǎng Shànghǎi Huìfēng Yínháng Yǒuxiàngōngsī).
In vista del ritorno di Hong Kong alla Cina, che sarebbe avvenuto nel 1997, nel 1991 a Londra è stata fondata la HSBC Holdings plc come capogruppo del gruppo HSBC. La nuova società ha sede a Londra ed è quotata a Londra, Hong Kong, Parigi, New York e Bermuda.
Ne sono società controllate le HSBC delle varie nazioni (Canada, Australia, Stati Uniti, Gran Bretagna), compresa quella di Hong Kong.

### Indagini giudiziarie
La HSBC, il 17 luglio 2012 è stata indagata per riciclaggio. Secondo il rapporto, la mancanza di controlli e l'insufficienza di regole hanno permesso ai produttori ed esportatori di droga del Messico di adoperare la HSBC per il riciclaggio di denaro e ad alcune aziende di aggirare le sanzioni contro l'Iran. Inoltre, ad alcuni gruppi collegati al terrorismo islamico è stato permesso di entrare nel sistema finanziario statunitense. Nel rapporto di 335 pagine si legge che i controlli attuati dalla banca per evitare di essere sfruttata dai criminali erano senza efficacia e che gli avvertimenti dati da alcuni dipendenti sono stati sempre ignorati dai dirigenti.
Il 29 luglio 2014, la HSBC del Regno Unito chiuse molti conti di clienti musulmani e associazioni islamiche, incluso quella della Moschea del North London, per politica di precauzione basata sulla legislazione contro il riciclaggio di denaro e di anti-terrorismo.

### Supporto alla legge cinese su Hong Kong (2020)
Nel giugno 2020, alla vigilia dell'anniversario delle proteste di Piazza Tienanmen, HSBC ha compiuto il gesto, molto criticato, di sostenere pubblicamente la controversa nuova legge sulla sicurezza nazionale di Pechino per Hong Kong.  L'amministratore delegato della divisione Asia-Pacifico di HSBC, Peter Wong, ha firmato una petizione a sostegno della legge e ha dichiarato in un post sui social media cinesi che HSBC "rispetta e supporta tutte le leggi che stabilizzano l'ordine sociale di Hong Kong".
Sebbene HSBC abbia spostato la sua sede centrale a Londra nel 1993, Hong Kong rimane il suo più grande mercato: rappresenta il 54% del suo profitto, un terzo delle sue entrate globali e 50.000 dipendenti locali. In risposta, Joshua Wong, uno dei principali attivisti pro-democrazia di Hong Kong, ha denunciato la posizione della banca affermando che la posizione di HSBC dimostra "come la Cina userà la legge sulla sicurezza nazionale, cioè come nuova leva per una maggiore influenza politica sulla comunità imprenditoriale straniera in questa città globale". Alistair Carmichael, il presidente britannico dell'All Parliamentary Group di Hong Kong, ha affermato che HSBC ha commesso un grave errore piegandosi alla volontà cinese riguardo alla legge sulla sicurezza, definendola "un colossale errore di valutazione" poiché sarebbe stata vista come una grande società britannica che sosteneva "una violazione abbastanza flagrante del diritto internazionale" quando le banche si affidano a un sistema basato su regole. Human Rights Watch ha affermato che "la nuova legge sulla sicurezza nazionale determinerà il colpo più grave ai diritti delle persone a Hong Kong dal periodo del trasferimento del territorio alla Cina nel 1997".
Anche il ministro degli Esteri britannico Dominic Raab ha commentato la posizione di HSBC, affermando che "le imprese emetteranno le proprie richieste di giudizio, ma lasciatemi dire che non sacrificheremo il popolo di Hong Kong sull'altare dei bonus dei banchieri".
Da agosto 2020, HSBC ha congelato i resoconti di numerose organizzazioni e di attivisti pro-democratici e delle loro famiglie, tra cui Jimmy Lai, Ted Hui e la Good Neighbour North District Church.
Nel gennaio 2021 il CEO di HSBC ha difeso i suoi rapporti con le autorità cinesi a Hong Kong e il congelamento del conto di Ted Hui alla commissione parlamentare per gli affari esteri del Regno Unito. Nel febbraio 2021 più di 50 membri dell'Alleanza Inter-Parlamentare sulla Cina hanno chiesto l'immediato sblocco dei fondi appartenenti a Ted Hui e alla sua famiglia.

## Logo
Il gruppo ha annunciato nel novembre 1998 che il marchio HSBC e il simbolo esagonale sarebbero stati adottati come marchio unificato in tutti i mercati in cui HSBC opera, con l'obiettivo di migliorare il riconoscimento del gruppo.  Il simbolo esagonale è stato originariamente adottato dalla Hongkong e Shanghai Banking Corporation come logo nel 1983. Come molte altre bandiere di società di Hong Kong che hanno avuto origine nel XIX secolo e, a causa della nazionalità del suo fondatore, il design era basato sulla croce di Sant'Andrea.  Il logo è stato disegnato dall'artista grafico austriaco Henry Steiner.
Nel 2018 HSBC ha apportato lievi modifiche al proprio logo.  Il nome è stato riposizionato da sinistra a destra e ridimensionato.

## Banco d'emissione
La Hong Kong and Shanghai Banking Corporation è una delle tre banche private che sono autorizzate a stampare le banconote di Hong Kong (le altre sono la Bank of China e la Standard Chartered Bank). La Hong Kong and Shanghai è quella che stampa la maggior parte delle banconote in circolazione, se misurate in valore: le sue banconote rappresentano infatti il 67.7% del valore stampato.